# Bramborový knedlík
Bramborový knedlík je druh knedlíku vyráběný z brambor. Jsou vhodné zejména jako příloha k masu se zelím či se špenátem, ale jejich užití není prakticky omezeno. Známé jsou i plněné bramborové knedlíky s uzeným masem nebo uzeným bůčkem.

## Historie a rozšíření
Knedlíky obecně byly známy již ve starověku a středověku. V české kuchyni 19. století vznikaly různé recepty, které se staly přirozenou součástí české kuchyně. U nás byly běžné také bramborové knedlíky sypané strouhankou, osmaženou cibulkou nebo škvarky. Oblíbenými se staly bramborové knedlíky plněné uzeným masem.
Knedlíky z brambor s případevkem mouky se objevují taktéž v norské kuchyni. Na západním pobřeží v okolí Bergenu jsou nazývány raspeball, kumle na jihozápadě okolo Stavangeru a kompe na jihu okolo Kristiansandu. Mohou být vyráběny z vařených i syrových brambor, případně jejich směsi, přičemž použitá mouka je tradičně ječmenná, ale může být použita také pšeničná. Do těsta knedlíků bývá někdy přidáváno i vejce a mohou být plněny masem či slaninou. Dále jsou známy ve Švédsku, kde se jim říká palt nebo kroppkakor, mezi regionální varianty patří pitepalt z města Piteå a öländska kroppkakor z ostrova Öland.
Mezi další varianty bramborového knedlíku v různých zemích patří německé Kartoffelklöße nebo litevské cepelinai.

## Příprava
Základem pro výrobu knedlíků jsou strouhané vařené (vychladlé) brambory, do kterých se přidá vejce (žloutek), mouka, krupice a sůl, příp. i máslo. Dle mnoha receptů je lepší, když brambory jsou den staré. Z těchto ingrediencí se udělá těsto, z něhož se uhněte knedlík, který se vaří ve vodě.
V současné době lze bramborové knedlíky vyrobit také z předpřipravených hotových směsí.

## Galerie

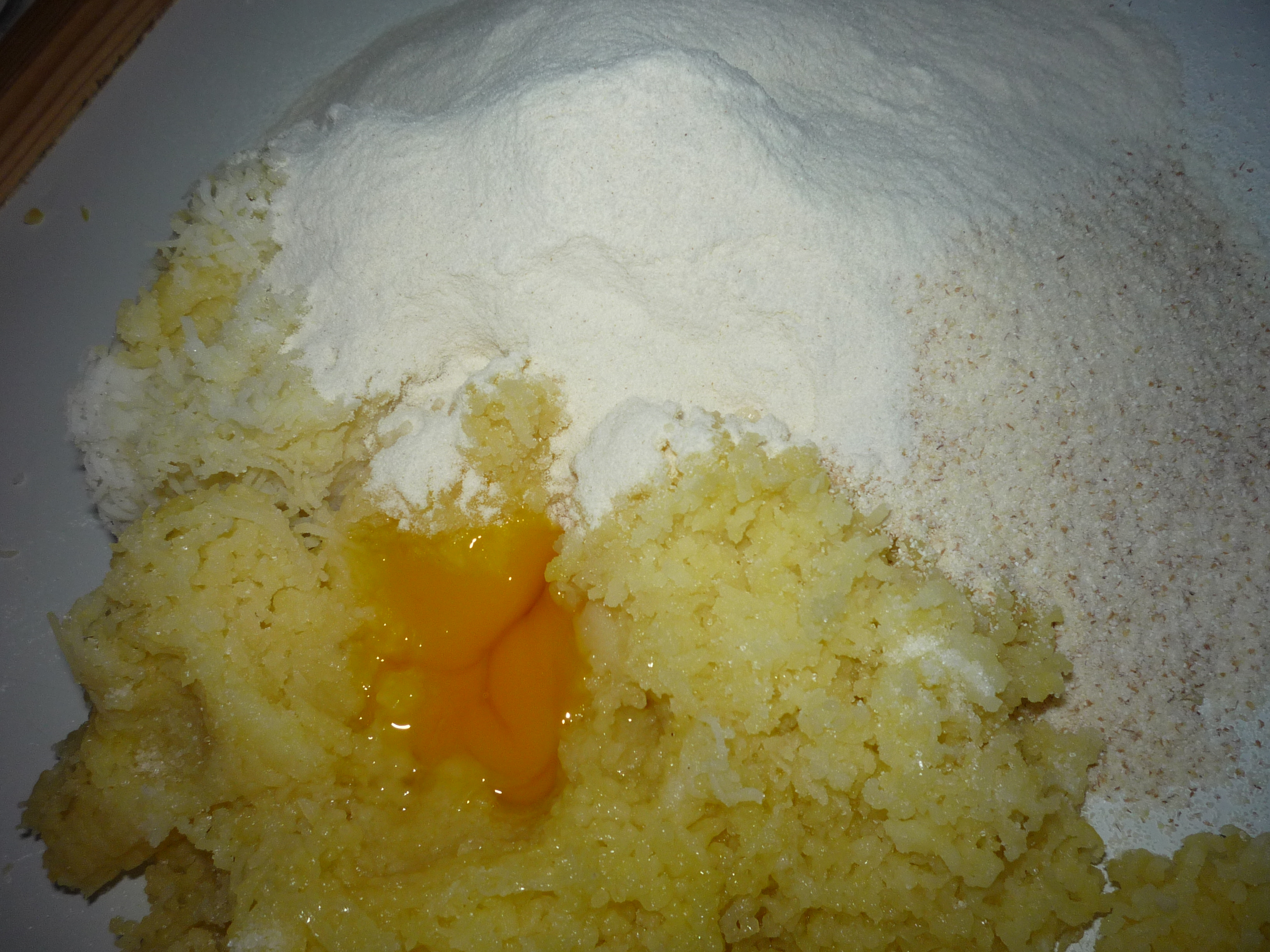
Těsto na výrobu bramborového knedlíku
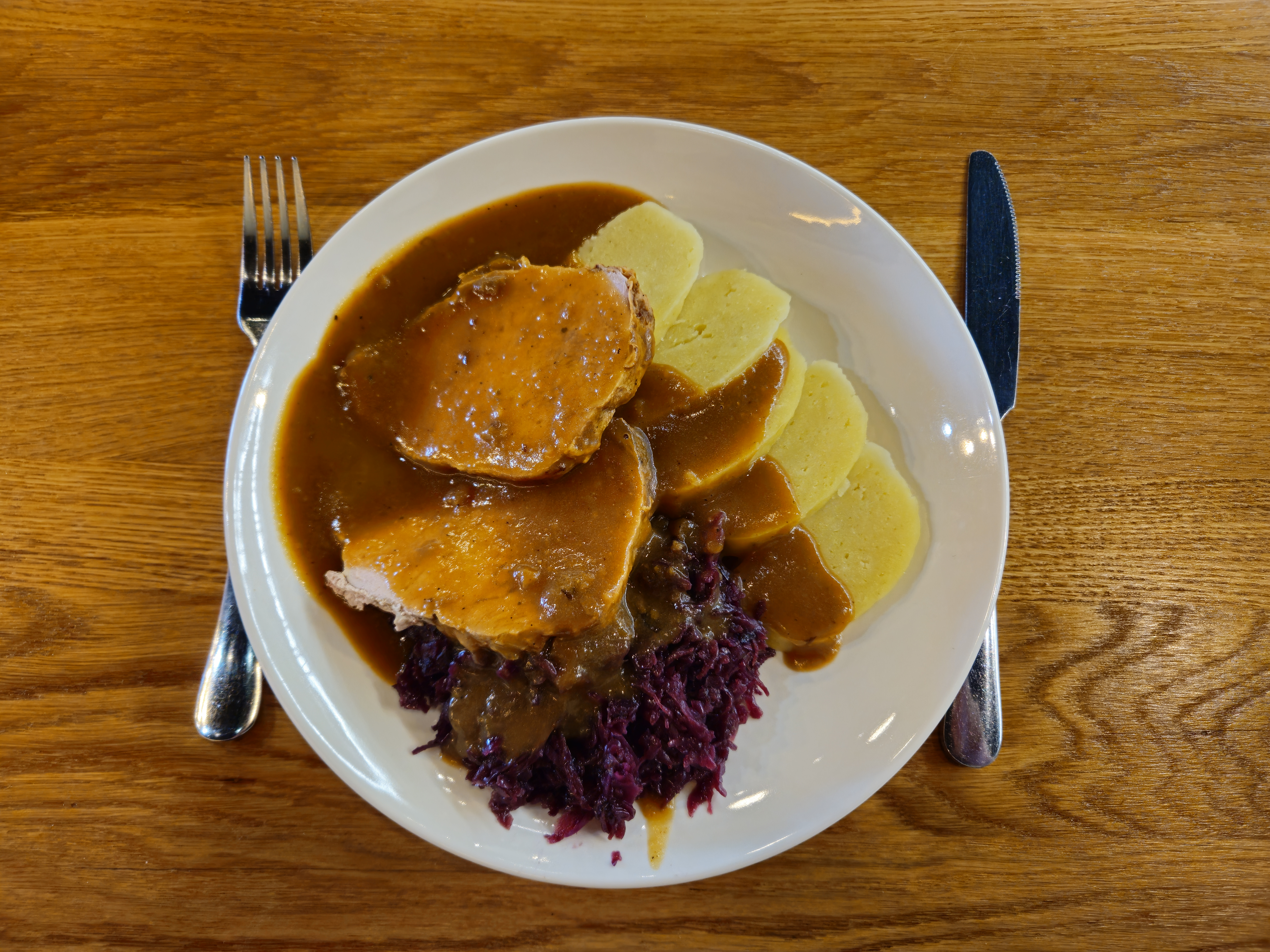
Vepřové se zelím
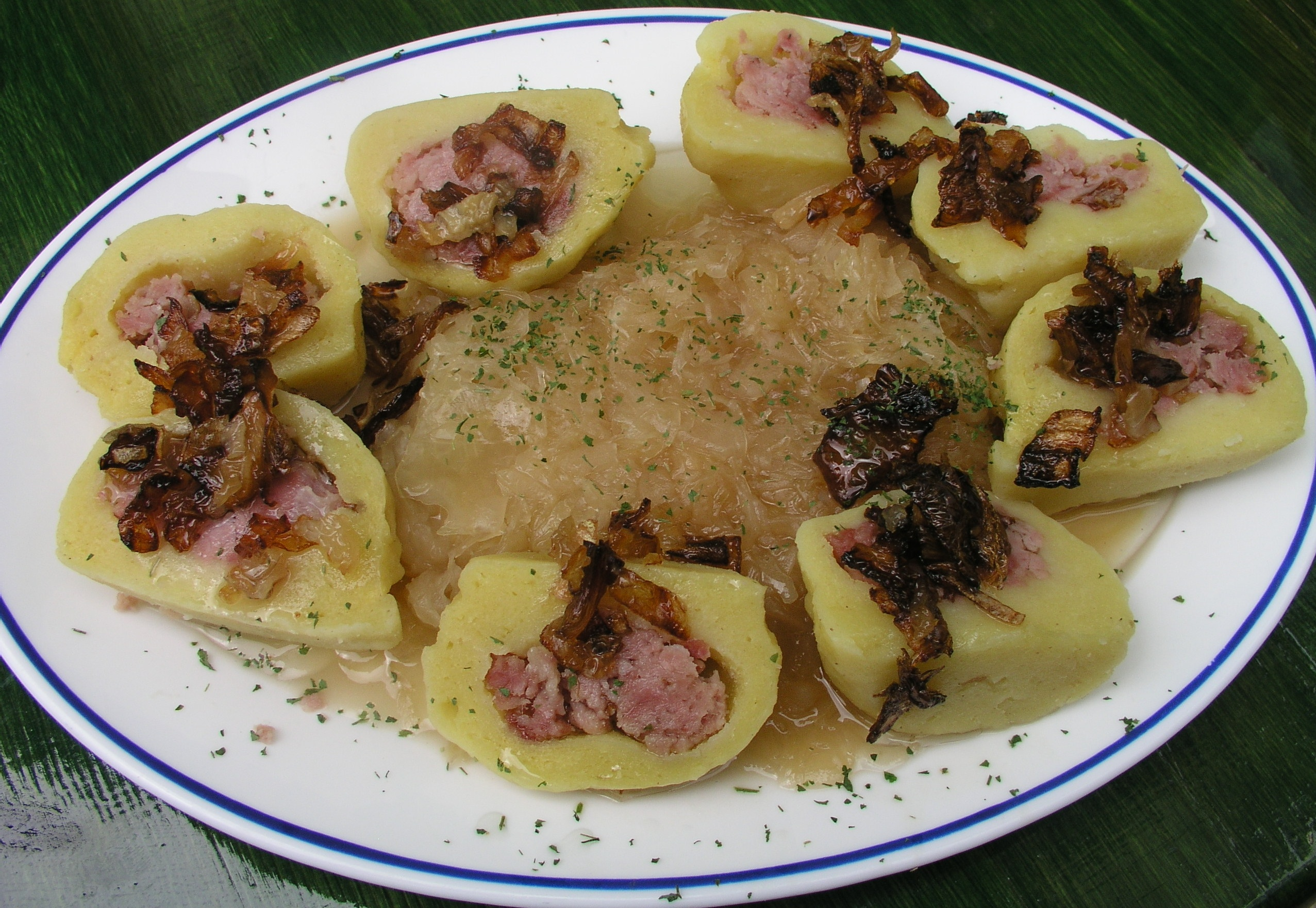
Bramborové knedlíky plněné uzeným masem
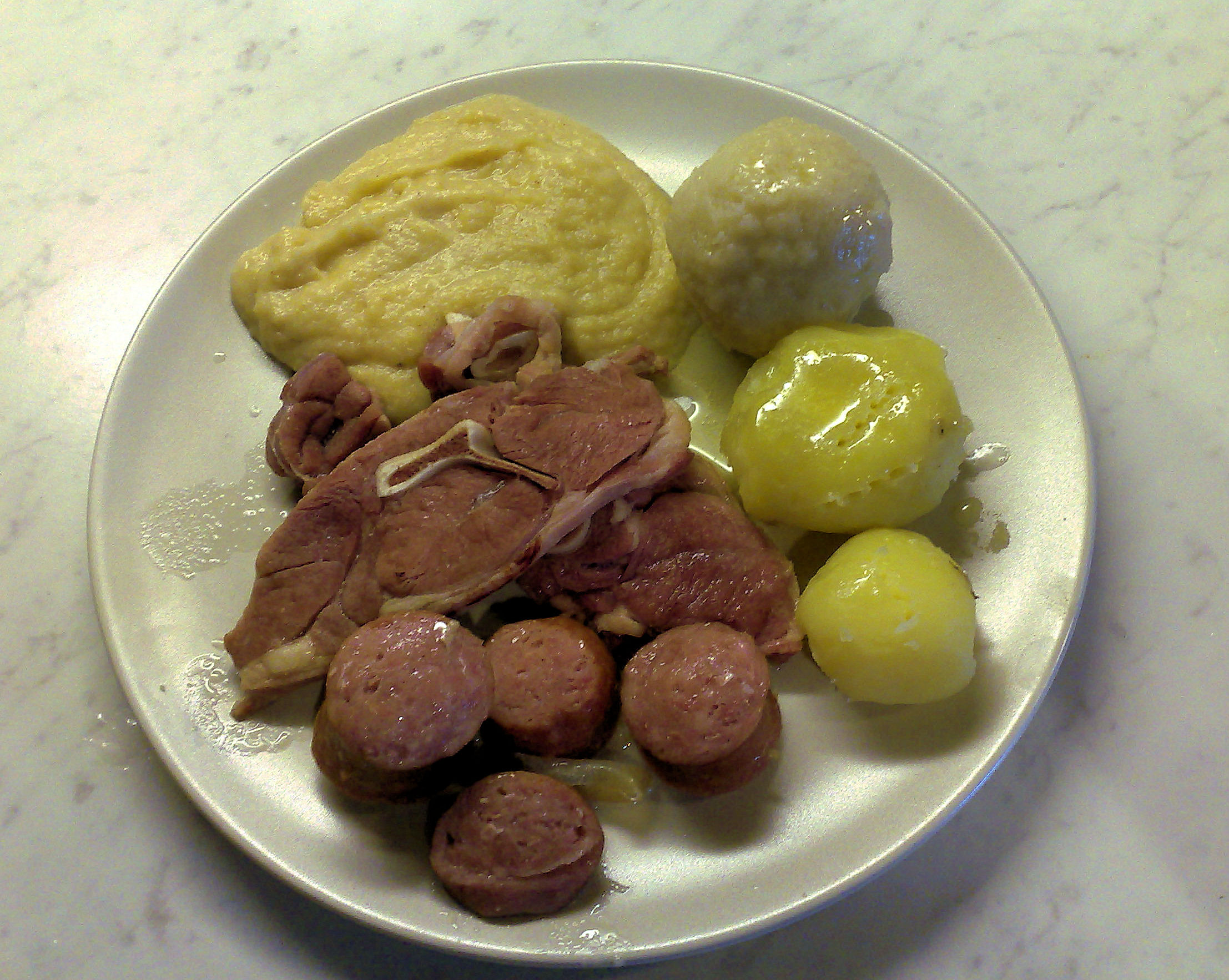
Norské komle jako příloha k jehněčímu a klobáse
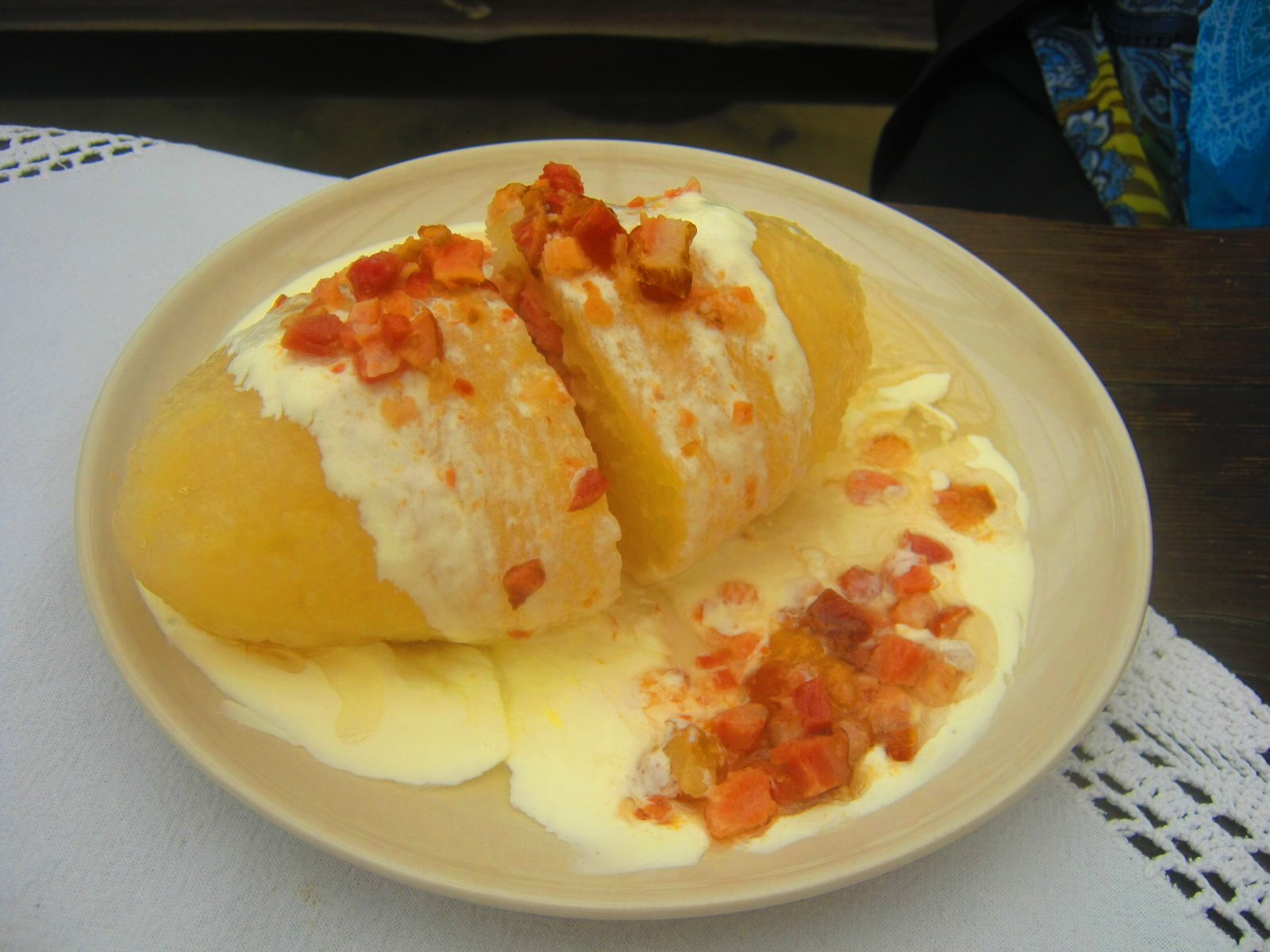
Litevský cepelín
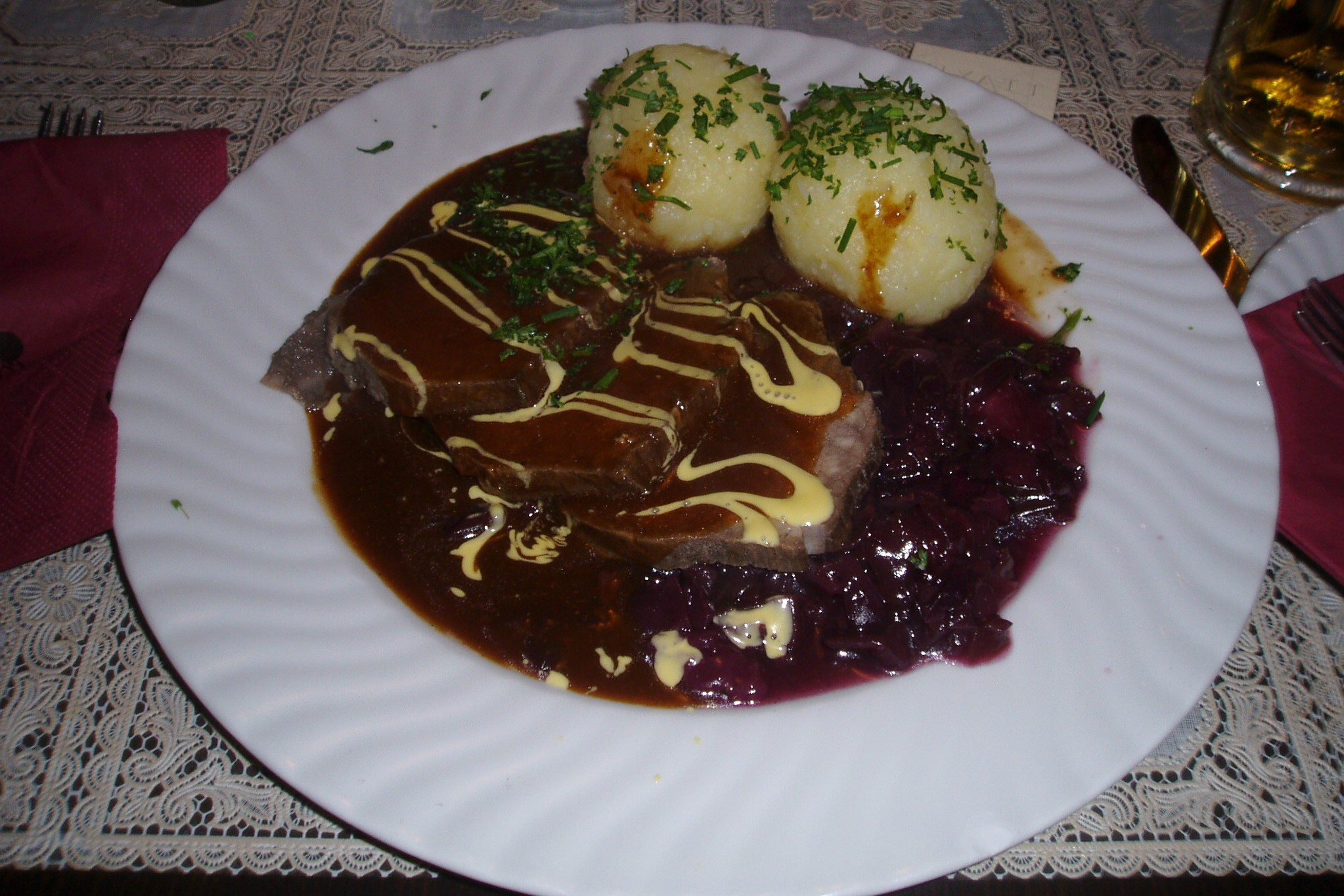
Německá Sauerbraten s bramborovým knedlíkem